# Фридрих Антон Улрих (Валдек-Пирмонт)
Фридрих Антон Улрих фон Валдек (на немски: Friedrich Anton Ulrich von Waldeck; * 27 ноември 1676 в Ландау; † 1 януари 1728 в Пирмонт) е от 1706 до 1712 г. граф и от 1712 г. до смъртта си 1728 г. княз на Валдек и графство Пирмонт.
Той е син на Кристиан Лудвиг (1635 – 1706), граф на Валдек-Вилдунген, и първата му съпруга графиня Анна Елизабет фон Раполтщайн (1644 – 1678), наследничка на Раполтщайн, дъщеря на Георг Фридрих фон Раполтщайн. На 6 юни 1680 г. баща му се жени втори път за графиня Йоханета фон Насау-Саарбрюкен-Идщайн (1657 – 1733), дъщеря на граф Йохан фон Насау-Идщайн.
От 1706 до 1712 г. Фридрих Антон е граф на Валдек и Пирмонт. На 6 януари 1712 г. император Карл VI го издига на княз и оттогава той се нарича „княз цу Валдек и Пирмонт“. Той строи дворци. Погребан е в гробната капела Св. Николаус в манастир Мариентал, Нетце.

## Фамилия
Фридрих се жени на 18 октомври 1700 г. в Ханау за пфалцграфиня Луиза фон Пфалц-Биркенфелд-Бишвайлер (1678 – 1753), дъщеря на херцог и пфалцграф Кристиан II фон Пфалц-Цвайбрюкен-Биркенфелд и графиня Катарина Агата фон Раполтщайн.
Те имат 11 деца:
- Кристиан Филип (1701 – 1728), княз на Валдек
- Фридерика Магдалена (1702 – 1713)
- Хенриета (1703 – 1785), абатиса в манастир Шаакен
- Карл Август Фридрих (1704 – 1763), княз на Валдек и Пирмонт, женен 1741 за пфалцграфиня Кристиана Хенриета фон Пфалц-Цвайбрюкен (1725 – 1816), дъщеря на Кристиан III фон Цвайбрюкен
- Ернестина Луиза (1705 – 1782), омъжена 1737 за пфалцграф Фридрих Бернхард фон Биркенфелд-Гелнхаузен (1697 – 1739), син на Йохан Карл
- Лудвиг Франц Антон (1707 – 1739), принц на Валдек
- Йохан Вилхелм (1708 – 1713)
- София Вилхелмина Елизабет (1711 – 1775), омъжена на 12 април 1747 г. във Вернигероде за Фридрих Август фон Фогелзанг (1710 – 1785)
- Франциска Кристиана Ернестина (1712 – 1782)
- Луиза Албертина Фридерика (1714 – 1794), абатиса в манастир Шаакен
- Йозеф (1715 – 1719)